# Rebirthing

Джон Купер в клипе «Rebirthing».

«Rebirthing» — песня христианской рок-группы Skillet, первый сингл и первый трек с их шестого студийного альбома Comatose. Песня была выпущена в начале 2006 года на CD-дисках вместе с видеоклипом к ней. Сингл занял 9 место в чарте Billboard Christian Songs и 37 в Christian Digital Songs.

## О песне
Джон разъяснил значение песни: «В конце концов, это просто песня о втором шансе. Я думаю, мы живём в такое время, когда многие люди считают, что они не заслуживают второго шанса. Знаете, неважно, будь это второй шанс начать жизнь заново, или второй шанс в отношениях, или когда людям кажется, что они где-то очень сильно напортачили. И эта песня, по сути, говорит, что никогда не поздно начать всё сначала, это послание надежды, очень многим не хватает её в наши дни».

## Список композиций
| №  | Название     | Длительность |
| -- | ------------ | ------------ |
| 1. | «Rebirthing» | 3:53         |

## Позиции в чартах
| Чарт                                | Наивысшая позиция |
| ----------------------------------- | ----------------- |
| Christian Songs (Billboard)         | 9                 |
| Christian Digital Songs (Billboard) | 37                |

## Участники записи
Skillet
- Джон Купер (John L. Cooper) — вокал, бас-гитара, пианино, звукопроизводство, струнная аранжировка, продюсер
- Кори Купер (Korey Cooper) — клавишные, программирование, вокал, струнная аранжировка
- Бен Касика (Ben Kasica) — акустическая гитара, электрогитара
- Лори Петерс (Lori Peters) — ударные